# سیارک ۸۹۸۱۸
سیارک ۸۹۸۱۸ (به انگلیسی: 89818 Jureskvarc، نامگذاری:2002AX203) هشتاد و نه هزار و هشتصد و هجدهمین سیارک کشف شده‌است که در ۲ ژانویه ۲۰۰۲ کشف شد.